# 迪格瓦拉
迪格瓦拉（Dighwara），是印度比哈尔邦Saran县的一个城镇。总人口27327（2001年）。

## 人口
该地2001年总人口27327人，其中男性14291人，女性13036人；0—6岁人口5168人，其中男2565人，女2603人；识字率47.60%，其中男性为58.71%，女性为35.43%。